# Rekordy WTA Tour
Rekordy WTA Tour uvádí tenisové rekordy profesionálního okruhu žen organizovaného Ženskou tenisovou asociací (WTA), která vznikla v roce 1973. Do statistik jsou počítány také některé turnaje z dříve existujícího okruhu Virginia Slims Circuit, jenž probíhal od září 1970 a k sezóně 1973 byl nahrazen novým okruhem WTA Tour. 

## Grand Slam (od 1972)

### Dvouhra
|    | tituly                | počet |
| -- | --------------------- | ----- |
| 1. | Serena Williamsová    | 23    |
| 2. | Steffi Grafová        | 22    |
| 3. | Chris Evertová        | 18    |
| 3. | / Martina Navrátilová | 18    |
| 5. | Margaret Courtová     | 11    |
| 6. | / Monika Selešová     | 9     |
| 7. | Billie Jean Kingová   | 8     |
| 8. | Evonne Goolagongová   | 7     |
| 8. | Justine Heninová      | 7     |
| 8. | Venus Williamsová     | 7     |

|    | finále                    | počet |
| -- | ------------------------- | ----- |
| 1. | Chris Evertová            | 34    |
| 2. | Serena Williamsová        | 33    |
| 3. | / Martina Navrátilová     | 32    |
| 4. | Steffi Grafová            | 31    |
| 5. | Evonne Goolagongová       | 18    |
| 6. | Venus Williamsová         | 16    |
| 7. | / Monika Selešová         | 13    |
| 8. | Arantxa Sánchez Vicariová | 12    |
| 8. | Martina Hingisová         | 12    |
| 8. | Justine Heninová          | 12    |

poznámky
- pokud je tenistka uvedena tučně, pak je stále aktivní nebo je aktivní její série, která pokračuje

### Nejvíce titulů celkem
| Pořadí | Hráčka              | Australian Open | Australian Open | Australian Open | French Open | French Open | French Open | Wimbledon | Wimbledon | Wimbledon | US Open | US Open | US Open | Celkově | Celkově | Celkově | Součet |
| ------ | ------------------- | --------------- | --------------- | --------------- | ----------- | ----------- | ----------- | --------- | --------- | --------- | ------- | ------- | ------- | ------- | ------- | ------- | ------ |
|        |                     | D               | Č               | MIX             | D           | Č           | MIX         | D         | Č         | MIX       | D       | Č       | MIX     | D       | Č       | MIX     |        |
| 1.     | Martina Navrátilová | 3               | 8               | 1               | 2           | 7           | 2           | 9         | 7         | 4         | 4       | 9       | 3       | 18      | 31      | 10      | 59     |
| 2.     | Serena Williamsová  | 7               | 4               | 0               | 3           | 2           | 0           | 7         | 6         | 1         | 6       | 2       | 1       | 23      | 14      | 2       | 39     |
| 3.     | Margaret Courtová   | 4               | 4               | 0               | 3           | 1           | 1           | 1         | 1         | 2         | 3       | 4       | 3       | 11      | 10      | 6       | 27     |
| 4.     | Billie Jean Kingová | 0               | 0               | 0               | 1           | 1           | 1           | 4         | 6         | 3         | 3       | 3       | 3       | 8       | 10      | 7       | 25     |
| 5.     | Steffi Grafová      | 4               | 0               | 0               | 6           | 0           | 0           | 7         | 1         | 0         | 5       | 0       | 0       | 22      | 1       | 0       | 23     |

Legenda: D – počet výher ve dvouhře; Č – počet výher ve čtyřhře; MIX – počet výher ve smíšené čtyřhře.

## WTA Tour

### Nejvíce titulů WTA ve dvouhře
| 1.                                            | / Martina Navrátilová | 167 |
| 2.                                            | Chris Evertová        | 154 |
| 3.                                            | Steffi Grafová        | 107 |
| 4.                                            | Margaret Courtová     | 92  |
| 5.                                            | Serena Williamsová    | 73  |
| 6.                                            | Evonne Goolagongová   | 68  |
| 7.                                            | Billie Jean Kingová   | 67  |
| 8.                                            | Lindsay Davenportová  | 55  |
| 9.                                            | Virginia Wadeová      | 55  |
| 10.                                           | / Monika Selešová     | 53  |
| 11.                                           | Venus Williamsová     | 49  |
| 12.                                           | Martina Hingisová     | 43  |
| 13.                                           | Justine Heninová      | 41  |
| 13.                                           | Kim Clijstersová      | 41  |
| 15.                                           | Maria Šarapovová      | 36  |
| aktuální k červnu 2023 tučně – aktivní hráčka |                       |     |

| Nejvíce titulů aktivních tenistek | Nejvíce titulů aktivních tenistek | Nejvíce titulů aktivních tenistek |
| Poř.                              | hráčka                            | počet                             |
| --------------------------------- | --------------------------------- | --------------------------------- |
| 1.                                | Venus Williamsová                 | 49                                |
| 2.                                | Petra Kvitová                     | 31                                |
| 3.                                | Simona Halepová                   | 24                                |
| 4.                                | Viktoria Azarenková               | 21                                |
| 5.                                | Světlana Kuzněcovová              | 18                                |
| 6.                                | Elina Svitolinová                 | 17                                |
| 7.                                | Karolína Plíšková                 | 16                                |
| 8.                                | Angelique Kerberová               | 14                                |
| 8.                                | Iga Świąteková                    | 14                                |
| 10.                               | Aryna Sabalenková                 | 13                                |
| aktuální k červnu 2023            |                                   |                                   |

### Nejvíce vyhraných titulů WTA v jedné sezóně
Do roku 1990 (15 turnajů +):

1. 21 – Margaret Courtová (1970)
 
2. 18 – Margaret Courtová (1969, 1973)
 
3. 17 – Billie Jean Kingová (1971)

4. 16 – Chris Evertová (1974, 1975)
 
4. 16 – Martina Navrátilová (1983)

6. 15 – Evonne Goolagongová Cawleyová (1970)

6. 15 – Martina Navrátilová (1982)
Od roku 1990 (8 turnajů +):
 

1. 12 – Martina Hingisová (1997)

2. 11 – Serena Williamsová (2013)

3. 10 – Steffi Grafová (1990, 1993)

3. 10 – Monika Selešová (1991, 1992)

3. 10 – Justine Heninová (2007) 

6. 09 – Monika Selešová (1990)

6. 09 – Steffi Grafová (1995)

6. 09 – Martina Hingisová (2000)

6. 09 – Kim Clijstersová (2003, 2005)

10. 08 – Steffi Grafová (1992)

10. 08 – Arantxa Sánchezová Vicariová (1994)
 
10. 08 – Serena Williamsová (2002)

10. 08 – Justine Heninová (2003)

### Nejmladší vítězky turnajů ve dvouhře
Seznam uvádí jen první vyhraný titul každé tenistky. Například Capriatiová vyhrála v mladším věku než Selešová dva další turnaje.
1. Tracy Austinová: 14 let, 0 měsíců, 28 dní (Portland 1977)
2. Kathy Rinaldiová: 14 let, 6 měsíců, 24 dní (Kjóto 1981)
3. Jennifer Capriatiová: 14 let, 6 měsíců, 29 dní (Portoriko 1990)
4. Andrea Jaegerová: 14 let, 7 měsíců, 14 (Las Vegas 1980)
5. Mirjana Lučićová: 15 let, 1 měsíc, 25 dní (Bol 1997)
6. Nicole Vaidišová: 15 let, 3 měsíce, 23 dní (Vancouver 2004)
7. Monika Selešová: 15 let, 4 měsíce, 29 dní (Houston 1989)
8. Gabriela Sabatiniová: 15 let, 5 měsíců, 2 dny (Japonsko 1985)
9. Coco Gauffová: 15 let, 7 měsíců (Linec 2019)
10. Anke Huberová: 15 let, 8 měsíců, 22 dní (Schenectady 1990)
11. Tamira Paszeková: 15 let, 9 měsíců, 18 dní (Portorož 2006)

### Nejstarší vítězky turnajů ve dvouhře
Seznam uvádí jen poslední vyhraný titul každé tenistky. Například Navrátilová vyhrála mezi 33. až 37. rokem více  turnajů.
1. Billie Jean Kingová: 39 let, 7 měsíců, 23 dní (Birmingham 1983)
2. Kimiko Dateová: 38 let, 11 měsíců, 30 dní (Soul 2009)
3. Serena Williamsová: 38 let, 3 měsíce, 17 dní (ASB Classic 2020)
4. Martina Navrátilová: 37 let, 4 měsíce, 2 dny (Paris Indoors 1994)
5. Francesca Schiavoneová: 36 let, 9 měsíců, 23 dnů (Copa Colsanitas 2017)
6. Venus Williamsová: 35 let, 7 měsíců, 28 dní (Taiwan Open 2016)
7. Margaret Courtová: 34 let, 4 měsíce, 26 dní (Melbourne 1976)
8. Chris Evertová: 33 let, 9 měsíců, 18 dní (New Orleans 1988)
9. Nathalie Tauziatová: 33 let, 8 měsíců (Birmingham 2001)
10. Flavia Pennettaová: 33 let, 6 měsíců, 18 dní (US Open 2015)

### Nejvíce vítězných utkání
| Pořadí | Tenistka                     | Výhry |
| ------ | ---------------------------- | ----- |
| 1.     | / Martina Navrátilová        | 1 442 |
| 2.     | Chris Evertová               | 1 309 |
| 3.     | Steffi Grafová               | 902   |
| 4.     | Virginia Wadeová             | 839   |
| 5.     | Serena Williamsová           | 816   |
| 6.     | Venus Williamsová            | 806   |
| 7.     | Arantxa Sánchezová Vicariová | 759   |
| 8.     | Lindsay Davenportová         | 753   |
| 9.     | Conchita Martínezová         | 739   |
| 10.    | Evonne Goolagongová          | 704   |
| 11.    | Billie Jean Kingová          | 695   |
| 12.    | Gabriela Sabatini            | 632   |
| 13.    | Pam Shriverová               | 625   |
| 14.    | Helena Suková                | 614   |
| 15.    | Nathalie Tauziatová          | 606   |

### Nejlepší poměr výher a proher ve dvouhře
| Pořadí | Tenistka              | Výhry | Prohry | % V/P |
| ------ | --------------------- | ----- | ------ | ----- |
| 1.     | Margaret Courtová     | 593   | 56     | 91,37 |
| 2.     | Chris Evertová        | 1 309 | 145    | 89,96 |
| 3.     | Steffi Grafová        | 902   | 115    | 88,69 |
| 4.     | / Martina Navrátilová | 1 442 | 219    | 86,82 |
| 5.     | Serena Williamsová    | 816   | 140    | 85,36 |
| 6.     | / Monika Selešová     | 595   | 122    | 82,98 |
| 7.     | Justine Heninová      | 525   | 115    | 82,03 |
| 8.     | Billie Jean Kingová   | 695   | 155    | 81,76 |
| 9.     | Evonne Goolagongová   | 704   | 165    | 81,01 |
| 10.    | Maria Šarapovová      | 597   | 144    | 79,50 |

### Nejvyšší souhrnný počet titulů
| Pořadí | Hráčka                       | Všechny tituly WTA | Singlové tituly WTA | Deblové tituly WTA | Mixové tituly WTA |
| ------ | ---------------------------- | ------------------ | ------------------- | ------------------ | ----------------- |
| 1.     | / Martina Navrátilová        | 354                | 167                 | 177                | 10                |
| 2.     | Chris Evertová               | 186                | 154                 | 32                 | 0                 |
| 3.     | Billie Jean Kingová          | 175                | 67                  | 101                | 7                 |
| 4.     | Margaret Courtová            | 159                | 92                  | 48                 | 19                |
| 5.     | Pam Shriverová               | 133                | 21                  | 111                | 1                 |
| 6.     | Steffi Grafová               | 118                | 107                 | 11                 | 0                 |
| 7.     | Rosemary Casalsová           | 115?               | 0?                  | 112                | 3                 |
| 8.     | Jana Novotná                 | 104                | 24                  | 76                 | 4                 |
| 9.     | Arantxa Sánchezová Vicariová | 102                | 29                  | 69                 | 4                 |

## Historická tabulka finančních zisků
| 1.                                               | Serena Williamsová   | 94 816 730 $ |
| 2.                                               | Venus Williamsová    | 42 648 578 $ |
| 3.                                               | Simona Halepová      | 40 232 663 $ |
| 4.                                               | Maria Šarapovová     | 38 777 962 $ |
| 5.                                               | Viktoria Azarenková  | 38 213 537 $ |
| 6.                                               | Petra Kvitová        | 37 253 812 $ |
| 7.                                               | Caroline Wozniacká   | 36 441 868 $ |
| 8.                                               | Iga Świąteková       | 34 842 891 $ |
| 9.                                               | Angelique Kerberová  | 32 519 180 $ |
| 10.                                              | Aryna Sabalenková    | 32 199 298 $ |
| 11.                                              | Agnieszka Radwańská  | 27 683 807 $ |
| 12.                                              | Karolína Plíšková    | 26 111 050 $ |
| 13.                                              | Světlana Kuzněcovová | 25 816 890 $ |
| 14.                                              | Elina Svitolinová    | 24 988 263 $ |
| 15.                                              | Garbiñe Muguruzaová  | 24 813 892 $ |
| aktuální ke 3. únoru 2025 tučně – aktivní hráčka |                      |              |

| Nejvyšší výdělky aktivních tenistek | Nejvyšší výdělky aktivních tenistek | Nejvyšší výdělky aktivních tenistek |
| Poř.                                | hráčka                              | výdělek                             |
| ----------------------------------- | ----------------------------------- | ----------------------------------- |
| 1.                                  | Venus Williamsová                   | 42 648 578 $                        |
| 2.                                  | Viktoria Azarenková                 | 38 213 537 $                        |
| 3.                                  | Petra Kvitová                       | 37 253 812 $                        |
| 4.                                  | Caroline Wozniacká                  | 36 441 868 $                        |
| 5.                                  | Iga Świąteková                      | 34 842 891 $                        |
| 6.                                  | Aryna Sabalenková                   | 32 199 298 $                        |
| 7.                                  | Karolína Plíšková                   | 26 111 050 $                        |
| 8.                                  | Elina Svitolinová                   | 24 988 263 $                        |
| 9.                                  | Coco Gauffová                       | 23 153 989 $                        |
| 10.                                 | Madison Keysová                     | 18 847 768 $                        |
| 11.                                 | Naomi Ósakaová                      | 22 358 647 $                        |
| 12.                                 | Sloane Stephensová                  | 19 005 895 $                        |
| 13.                                 | Caroline Garciaová                  | 18 415 326 $                        |
| 14.                                 | Jessica Pegulaová                   | 16 965 971 $                        |
| 15.                                 | Jeļena Ostapenková                  | 16 656 589 $                        |
| aktuální ke 3. únoru 2025           |                                     |                                     |

### Nejvyšší sezónní výdělky
| Nejvyšší sezónní výdělky | Nejvyšší sezónní výdělky | Nejvyšší sezónní výdělky | Nejvyšší sezónní výdělky | Nejvyšší sezónní výdělky |
| Poř.                     | hráčka                   | rok                      | výdělek                  | zdroj                    |
| ------------------------ | ------------------------ | ------------------------ | ------------------------ | ------------------------ |
| 1.                       | Serena Williamsová       | 2013                     | 12 385 572 $             | [ 3 ]                    |
| 2.                       | Ashleigh Bartyová        | 2019                     | 11 307 587 $             |                          |
| 3.                       | Serena Williamsová (2)   | 2015                     | 10 582 642 $             | [ 4 ]                    |
| 4.                       | Angelique Kerberová      | 2016                     | 10 136 615 $             | [ 5 ]                    |
| 5.                       | Iga Świąteková           | 2022                     | 9 875 525 $              | [ 6 ]                    |
| 6.                       | Iga Świąteková (2)       | 2023                     | 9 857 686 $              |                          |
| 7.                       | Aryna Sabalenková        | 2024                     | 9 729 260 $              |                          |
| 8.                       | Coco Gauffová            | 2024                     | 9 353 847 $              |                          |
| 9.                       | Serena Williamsová (3)   | 2014                     | 9 317 298 $              |                          |
| 10.                      | Iga Świąteková (3)       | 2024                     | 8 550 693 $              |                          |
| 11.                      | Aryna Sabalenková (2)    | 2023                     | 8 202 653 $              |                          |
| 12.                      | Viktoria Azarenková      | 2012                     | 7 923 920 $              |                          |
| 13.                      | Serena Williamsová (4)   | 2016                     | 7 675 030 $              |                          |
| 14.                      | Simona Halepová          | 2018                     | 7 409 564 $              |                          |
| 15.                      | Serena Williamsová (5)   | 2012                     | 7 045 975 $              | [ 7 ]                    |
| aktuální k prosinci 2024 |                          |                          |                          |                          |

### Klub milionářek
Od roku 1970 až do července 2023 vydělalo:
- 498 hráček více než 1 milión amerických dolarů.
- 289 hráček více než 2 milióny amerických dolarů.
- 141 hráček více než 5 miliónů amerických dolarů.
- 64 hráček více než 10 miliónů amerických dolarů.
- 33 hráček více než 15 miliónů amerických dolarů.
- 22 hráček více než 20 miliónů amerických dolarů.
- 11 hráček více než 25 miliónů amerických dolarů.
- 8 hráček více než 30 miliónů amerických dolarů.
- 3 hráčky více než 40 miliónů amerických dolarů.
- 1 hráčka více než 90 miliónů amerických dolarů.